# Asymetrická válka
Asymetrická válka je takový konflikt, jehož strany se výrazně liší svými vojenskými silami nebo se výrazně liší jejich taktika. Pro asymetrickou válku je typické, že zatímco pro jednu ze stran se zpravidla jedná pouze o omezený konflikt, ve kterém bojuje o dosažení nějakého svého partikulárního zájmu, pro druhou stranu se zpravidla jedná o boj o vlastní přežití. „Slabší“ strana nemůže válku vyhrát obvyklým způsobem, tj. poražením protivníka na bojišti, jelikož její kapacity jsou nesrovnatelně nižší. Jejím cílem (a dosažení tohoto cíle pro ně odpovídá vítězství) je vytrvat takovou dobu, aby došlo k vyčerpání protivníkovy vůle nadále se konfliktu účastnit a jeho následnému stažení z bojových operací. Dochází tak často k zaměření na různé teroristické akce, podkopávající soupeřovu morálku, či podle možností k šíření protiválečných nálad v protivníkově zázemí.
Asymetrickou válku definují Steven Metz a Douglas Johnson z U.S. Army War College takto: „V oblasti vojenství a bezpečnosti státu je asymetrie jednání a uvažování záměrně odlišné od protivníka s cílem maximalizovat vlastní výhody, využít slabých míst protivníka a získat iniciativu nebo větší volnost jednání“.